# Irmfried Eberl
Irmfried Georg Rolf Eberl (8. září 1910 Bregenz, Rakousko-Uhersko – 16. únor 1948 Ulm, Německo) byl rakouský psychiatr a Obersturmführer Waffen-SS za druhé světové války. Byl lékařským ředitelem v ústavech pro eutanazii v Braniborsku a v Bernburgu. Pomáhal zakládat vyhlazovací tábor Treblinka a byl jeho druhým velitelem. Po skončení války byl v lednu 1948 zatčen a předán do rukou spravedlnosti. Aby nedošlo k procesu, Eberl se následující měsíc oběsil.

## Kariéra
Narodil se jako nejmladší ze tří synů inženýra Franze Josepha Eberla a jeho manželky Theresie Josefiny, rozené Zannier.  Po maturitě nastoupil v roce 1928 na lékařskou fakultu Univerzity Innsbruck. Ještě jako student medicíny vstoupil dne 8. prosince 1931 do NSDAP. V únoru 1935 získal doktorát z medicíny. V roce 1937 se oženil s Ruth Rehmovou (1907–1944).
Byl pevným zastáncem masového vraždění lidí s duševními poruchami. Velmi ochotně se proto přihlásil do nacistického programu eutanazie s krycím názvem Akce T4. Ve svých 29 letech se stal lékařským ředitelem ve středisku Brandenburg a v roce 1941 v téže funkci nastoupil do stejného zařízení v Bernburgu. Přestože nebylo oficiálně nařízeno, aby se psychiatři vraždění lidí s duševními poruchami účastnili, Eberl se sám tohoto procesu dobrovolně účastnil a to ve všech fázích, tedy od plánování, vraždění až po odůvodnění. Později toto využil při masovém vraždění Židů a dalších nežádoucích osob. Po protestech německé veřejnosti proti programu T4 (stalo se tak jedinkrát za válku, kdy Hitler dal na projev veřejnosti), který musel oficiálně skončit, se ocitl bez práce. Tato situace však netrvala dlouho a nacistické vedení se rozhodlo personál, který vykonával Akci T4, použít v Polsku.
Nejprve byl převelen do vyhlazovacího tábora Chełmno na krátkou instruktáž. Dne 11. července 1942 byl převelen do vyhlazovacího tábora Treblinka, která byla součástí Operace Reinhard, vyhlazení polských Židů. V Treblince se chopil velení se vší vervou a nechával posílat tolik transportů, že je nebylo možné v táboře zpracovávat. Kapacita tábora nestačila a těla mrtvých lidí v horkém létě zapáchala. Personál tuto situaci nebyl schopen řešit a stále přicházející transporty musely někdy i dny čekat na odbavení, které mnoho lidí ve vagónech stálo život, protože nebylo možné v letních vedrech bez vody a jídla přežít. V táboře se také tvořily obrovské hromady šatů, kufrů, cenností a jiných věcí po zavražděných.
Jeho cílem bylo zabít vyšší počet lidí, než jiné tábory, které byly do akce Reinhard začleněny. Na strašnou situaci poukázali ostatní důstojníci v táboře a po kontrole vyšších velitelů SS (Odilo Globocnika a Christiana Wirtha) byl Eberl 26. srpna 1942 okamžitě zbaven funkce velitele Treblinky. Na jeho místo byl dosazen Franz Stangl, který musel dát věci do pořádku. Eberl byl dále zbaven jakékoliv jiné práce v této operaci, protože bylo shledáno, že není schopen pořádně a efektivně zabíjet lidi a skrýt toto zabíjení před okolními obyvateli. Zápach z rozkládajících se těl byl cítit i na 10 km daleko, což vyvolalo mezi místními obyvateli velikou obavu o jejich život a bylo jasné, co se kousek od jejich domovů děje. Eberl byl dále obviněn z kradení majetku po zavražděných, které výslovně zakázal Heinrich Himmler. Vše mělo být odesíláno do Berlína. Eberl byl následně poslán zpět do centra Bernburg. V roce 1944 nastoupil do wehrmachtu a zde strávil zbytek války.
V červenci 1945 byl propuštěn ze zajetí a vykonával lékařskou praxi ve městě Blaubeuren. V roce 1946 se oženil s Gerdou Poppendieck, která mu v roce 1947 porodila syna Imma. V lednu roku 1948 byl zatčen a měsíc po zatčení spáchal sebevraždu, aby nemusel vypovídat o zvěrstvech, kterých byl účastníkem.